# Душан Ђурић (фудбалер)
Душан Ђурић (рођен 16. септембра 1984) је шведски фудбалер српског порекла.
Игра за шведског прволигаша Халмстадс БК. Осам пута је наступао за шведску репрезентацију, и више од 20 пута је наступао за младу репрезентацију Шведске.
Сматран је једним од најталентованијих младих фудбалера Шведске.
Његови родитељи су из Лознице.

## Трофеји

### Цирих
- Првенство Швајцарске (1) : 2008/09.